# Let It Go (canción de Def Leppard)
Let It Go es una canción de la banda de hard rock Británica, Def Leppard, de su álbum  multiplatino , High 'n' Dry . Fue uno de los dos singles del álbum, y alcanzó el número 34 en las listas de Mainstream Rock.
El sencillo de 7 "dura unos 30 segundos menos que la versión del álbum; no se eliminan las letras, pero la introducción de la guitarra de apertura y los otros solos de guitarra se acortan ligeramente.

## Video musical
El video musical para esta canción fue dirigido por Doug Smith y filmado el 22 de julio de 1981 en el  Royal Court Theatre en Liverpool, Inglaterra. La foto de la portada de "Let It Go" fue tomada de esa sesión.
Otras canciones filmadas ese día fueron "High 'n' Dry (Saturday Night)" y "Bringin 'On the Heartbreak".

## Actuaciones en vivo
"Let It Go" es la segunda canción más tocada de  High'n'Dry  después de 'Bringing' On the Heartbreak '. La canción se tocó constantemente en las giras que respaldan su álbum principal,  Pyromania  e  Hysteria , pero luego se descartó por completo hasta 1999. Sin embargo, desde entonces, "Let It Go" se ha reintroducido con bastante frecuencia en las listas de canciones.

## Personal
- Joe Elliott - voz
- Pete Willis - guitarra, teclados
- Steve Clark - guitarra
- Rick Savage - bajo
- Richard Reese Allen – batería
- Ross Valory – bajo